# Тобелес
Тобелес (каз. Төбелес) — упразднённое село в Иртышском районе Павлодарской области Казахстана. Входило в состав Северного сельского округа. Код КАТО — 554665500. Ликвидировано в 2015 г.

## Население
В 1999 году население села составляло 96 человек (47 мужчин и 49 женщин). По данным переписи 2009 года, в селе проживал 41 человек (21 мужчина и 20 женщин).